# Jewdokija Dawydowna Berschanskaja

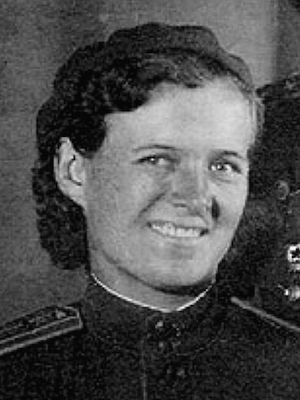
Jewdokija Berschanskaja

Jewdokija Dawydowna Berschanskaja (russisch Евдокия Давыдовна Бершанская; * 6. Februar 1913 in Region Stawropol, Russisches Kaiserreich; † 16. September 1982 in Moskau) war eine russische Pilotin. Sie war während des Zweiten Weltkrieges Kommandeurin des 588. Nachtbombenfliegerregiments und die einzige Frau, die den Suworow-Orden und den Alexander-Newski-Orden erhielt.

## Leben und Werk

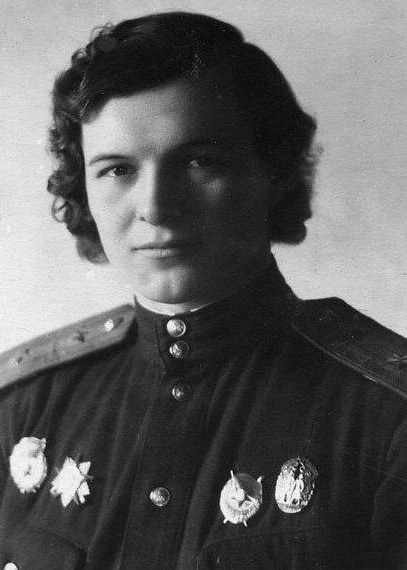
Jewdokija Berschanskaja, 1943

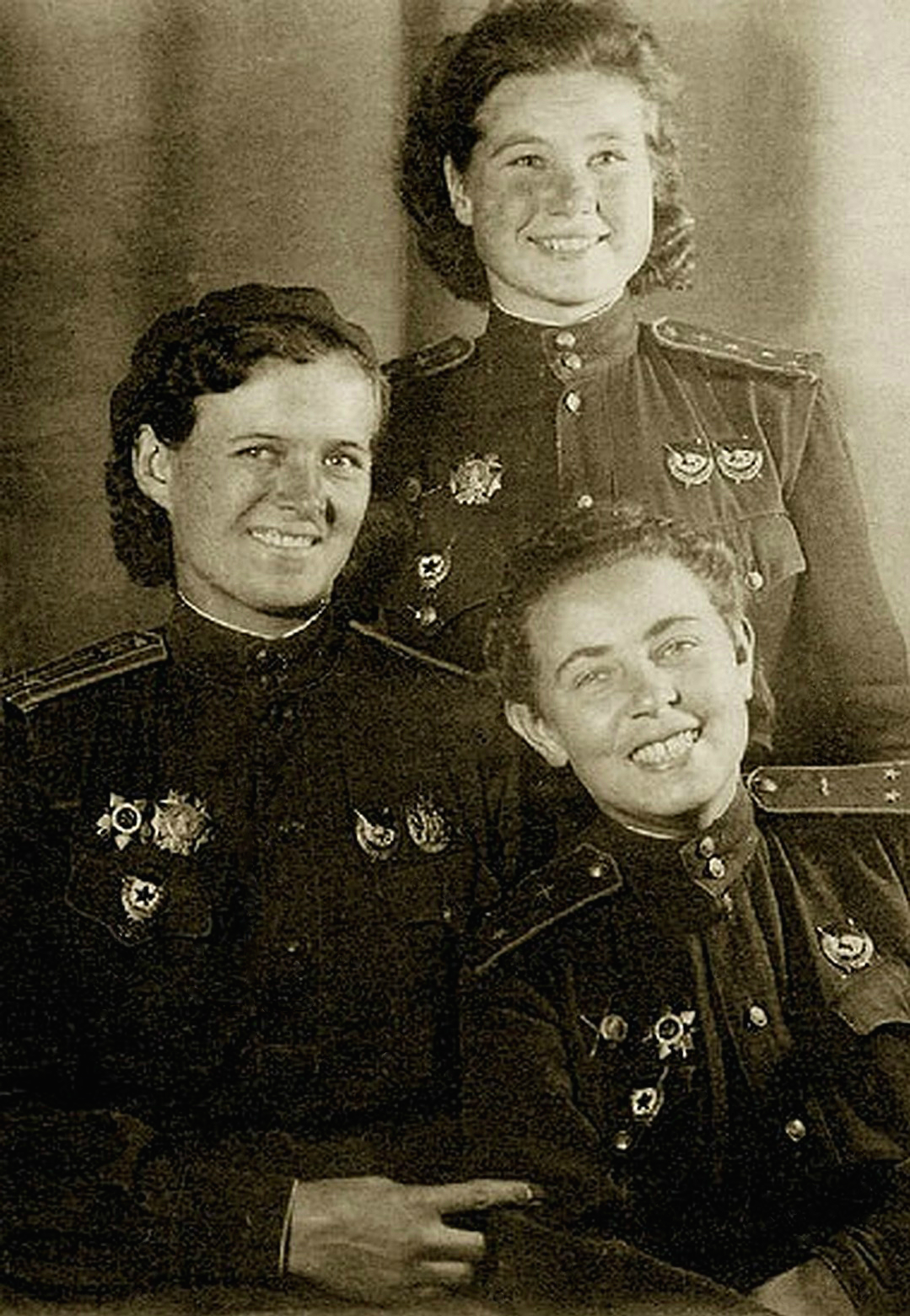
Jewdokija Berschanskaja, Marija Smirnowa und Polina Gelman, 1944

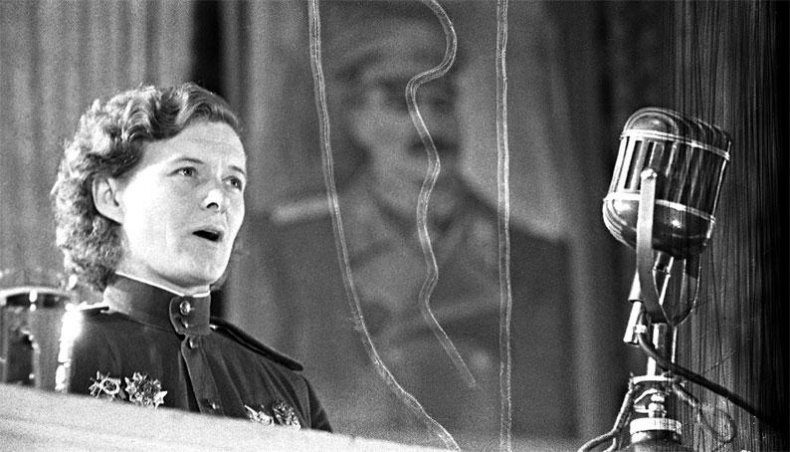
Regimentskommandeur Jewdokija Berschanskaja bei einer Rede im Kreml 1944

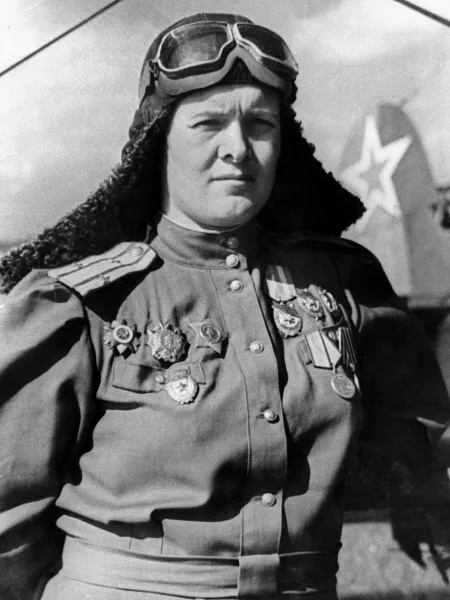
Jewdokija Berschanskaja in Fliegeruniform, 1945

Berschanskaja wurde als Jewdokija Karabut im Dorf Dobrowolnoje geboren und wuchs in der Familie ihres Onkels auf, nachdem ihre Eltern gestorben waren. Von 1924 bis 1929 besuchte sie die Schule in Blagodarny und anschließend ein Lehrerseminar. Nachdem sie von der Gründung einer Flugschule in Bataisk erfahren hatte, brach sie ihr Studium an der technischen Schule ab und wurde eine der ersten Kadetten der zivilen Luftflotte der Bataisker Flugschule, die sie 1932 abschloss. 1936 heiratete sie Pjotr Berschanski, mit dem sie einen Sohn bekam, und nahm seinen Nachnamen an. Nach ihrem Abschluss an der Flugschule blieb sie dort als Fluglehrerin und war in dieser Position bis Herbst 1939 tätig. Im September 1939 wurde sie zur Kommandeurin der im Dorf stationierten Spezialeinheitsfliegerstaffel der Zivilluftflotte ernannt.
1941 stellte Marina Raskowa auf den Befehl Nr. 0099 von Josef Stalin drei, nur aus Frauen bestehende Fliegerregimenter auf: das 586. Jagdfliegerregiment, das 587. Bomberregiment und das 588. Nachtbomberregiment, später umbenannt in 46. Garderegiment. Im Februar 1942 wurde Berschanskaja als Major zur Kommandeurin des 588. leichten Nachtbomberregiments ernannt. Die Frauen wurden aus der zivilen Luftfahrt rekrutiert, die Navigatorinnen waren Studentinnen. Die Pilotinnen dieses Regiments kämpften in Doppeldeckern mit geringer Geschwindigkeit. Die ursprünglich in den 1920er Jahren für die Landwirtschaft entwickelten Holzflugzeuge vom Typ Polikarpow Po-2 wurden in den Kriegszeiten für nächtliche Bombenangriffe eingesetzt. Die Flugzeuge gaben ein spezifisches Geräusch ab und erinnerte an das Geräusch eines Kehrbesens, weshalb das Nachtbomberregiment von den deutschen Truppen den Spitznamen Nachthexen bekam. Der Vorteil dieser Flugzeuge war, dass sie mit geringen Geschwindigkeiten fliegen konnten. Deshalb konnten diese Holzflugzeuge schneller manövrieren, was es schwer machte, sie anzugreifen. Außerdem konnten sie von den meisten Orten aus problemlos starten und landen. Die Pilotinnen flogen ohne Fallschirm, ohne Funk und im offenen Cockpit bis zu 18 Angriffe pro Nacht.
Berschanskaja überwachte die Flüge des Regiments vom Boden aus, flog zu Kampfeinsätzen und organisierte die Kampfeinsätze der Einheit bei schlammigen Straßen, schlechtem Wetter und Munitionsmangel. Das von ihr befehligte Regiment beteiligte sich an der Rückeroberung des Nordkaukasus, des Kuban, Taman, der Region Rostow, der Krim, Weißrusslands und Polens und nahm an den Schlachten bei Berlin teil.
Obwohl das Nachthexen-Regiment während des Krieges 23.672 Einsätze mit mehr als 100.000 abgeworfenen Bomben absolvierte und die höchstdekorierte Einheit der sowjetischen Luftwaffe war, wurde es sechs Monate nach dem Ende des Zweiten Weltkriegs aufgelöst. Bei der Siegesparade in Moskau war das Regiment nicht dabei, weil ihre Flugzeuge zu langsam waren.
Nach dem Krieg heiratete Berschanskaja den Kommandeur eines benachbarten Luftregiments der 889. Nachtbombenfliegerregiments, Konstantin Dmitrijewitsch Botscharow, und lebte mit ihm und ihren Kindern in Moskau. Sie arbeitete im sowjetischen Frauenkomitee und im Kriegsveteranenkomitee.
Sie starb 1982 im Alter von 69 Jahren und wurde in Moskau auf dem Nowodewitschi-Friedhof beigesetzt.
Piloten, die 300 Kampfeinsätze absolvierten und mindestens fünf feindliche Flugzeuge abschossen, erhielten den Titel „Held der Sowjetunion“. Bis zum Ende des Krieges führte Berschanskaja persönlich 28 Kampfeinsätze durch. Unter ihrem Kommando wurden 23 Fliegerinnen des Regiments zu Helden der Sowjetunion ernannt. Berschanskaja wurde nicht mit dem Lenin-Orden ausgezeichnet, obwohl sie zweimal für diese Auszeichnung nominiert wurde.

## Auszeichnungen und Ehrungen
- 1942: Rotbannerorden (zweimal)[6]
- Suworow-Orden 3. Klasse
- Alexander-Newski-Orden
- Orden des Vaterländischen Krieges 2. Klasse
- Ehrenzeichen der Sowjetunion
- 1975: Ehrenbürgerin der Stadt Krasnodar[7]
- 2013: Benennung einer Straße in Krasnodar nach Jewdokija Dawydowna Berschanskaja[8]
- 1988: Denkmal am Flughafen Krasnodar[9]